# 大リーグボール
大リーグボール（だいりーぐぼーる）は、野球漫画『巨人の星』で、主人公・星飛雄馬が開発した架空の新変化球であり、魔球と呼ばれるものの一種である。

## 概要
『ちかいの魔球』や『黒い秘密兵器』などの先行野球漫画の「魔球」を受け継ぐものだが、作品のヒットなどにより、この「大リーグボール」が漫画の魔球の元祖のように扱われている。魔球の出てくる野球漫画でアニメ化されたのは『巨人の星』が最初で、野球アニメの魔球第1号は大リーグボールである。
「魔球」、「星飛雄馬」も参照。
「大リーグボール」は『巨人の星』および星飛雄馬の象徴ともいえるものだが、これが飛雄馬の左腕時代の投手生命を3年足らずで終わらせる結果となった。

## 球質について
星飛雄馬はもともと速球投手だったが、プロ入りして間もなく「球質が軽い（打たれると飛びやすい）」ことが判明。当時、1960年代後半の日本の野球界では「体重の軽い投手が投げる球は軽い」という俗説が信じられており、飛雄馬も、バッテリーを組む伴宙太もそれを信じて疑わなかった。この「小柄な体格で球質が軽い」ということが『巨人の星』のストーリーの根幹になっている。
そして飛雄馬自身も「生まれつきの小さい体格はどうしようもない」と決め付け、体重を増やすこともポジション変更も最初から考えていなかった。飛雄馬は魔球投手として歩みを進め、結果彼の投手生命は未成年の内に絶たれてしまった。
『新・巨人の星』では、野球ではサウスポーが有利なため、一徹により利き腕では無い左手に矯正したことが原因と一徹は述べている。右投手になってからは球質の軽さは克服し、むしろより速くかつ球質の重い球が投げられる。逆に「大リーグボール1号」は右手の球質では使えなくなっている（アニメ版では問題なく左の大リーグボール全部を投げている）。

## 名前の意味
「大リーグ」は「メジャーリーグ（Major League）」のことで、既存の変化球がアメリカ人の発明によるものであるのに対し、日本人が発明した変化球の1号という意味である。もともとは、星一徹が作った言葉で、一徹が飛雄馬の速球を鍛えるために着用させたバネが「大リーグボール養成ギプス」だった。
飛雄馬がこれを「新変化球」の意味にしたのは「新変化球を作れ」という金田正一のアドバイスによるもので、「大リーグボール1号」のように「1号」をつけたのは飛雄馬が伴を相手に練習している最中。飛雄馬が公式戦で初披露したあと、金田が「名づけて大リーグボール1号!」と言って世間にその名前を知らせた。

## 種類

### 大リーグボール1号
バットを狙い凡打にする魔球。飛雄馬の神がかりしたコントロールと打者を予知する感覚、球質を逆用し、「打たせてとる」ことを応用した魔球。1968年の日本シリーズの時期、「基本形はバットの先の太い部分に当てる」ということになり、「細いところに当てるとファウル」という設定になっていたが、前後の場面を見ると結構、細い部分にも当てて凡打に討ち取っている。ボクシングや剣道の体験、警察の射撃の見学をして磨いた洞察力で、バッターの動きを予測し、バットにボールを命中させ凡打に討ち取り、ランナーがいれば併殺を狙う。投球ごとに非常に集中を要するため、疲労の激しいのが弱点であり、飛雄馬が精神的に動揺していて集中力に欠ける時は使えない。花形は（飛雄馬の魔球が完全なものであるかどうかを確かめる意味もこめて）「相手の頭付近を狙うためビーンボールではないか」と抗議したが、審判側は「打者が身に着けているものでボールが当たっても唯一デッドボールにならないバットを狙うものである」として訴えを退けた。
誰でもできるという訳ではなく、球が重い投手が行えば、バットを弾いてファウルになってしまう。
ヒント
巨人入団後、「飛雄馬の球質は軽い」というプロとしては致命的な欠点が露呈してしまう。速球投手としての限界を感じた星飛雄馬は台湾キャンプで金田正一に「変化球を教えてください」と懇願する。金田は「星の若さなら新しい変化球を編み出せ」と助言する。これを聞いた飛雄馬は「新しい変化球こそ本当の大リーグボールじゃないか」と考えるようになる。
その台湾キャンプで金田が負傷して退場し、感情的な飛雄馬は涙ぐんでしまい、柴田に投げたボールが2球続けて危険球となり、2球目がバットに命中。打球は投ゴロとなり、快足の柴田はスタートが遅れて1塁アウト。
飛雄馬は罰としてグラウンド1周をさせられるが、この「バットに命中させてアウトにする」が飛雄馬の深層心理に焼き付けられる。なお、台湾での紅白戦でやはり柴田が内野安打を狙ってバントしたが飛雄馬の投げた球が飛びやすかったせいで、予想より弾きがよすぎて投飛となり、柴田の愚痴を聞いた飛雄馬はショックを受けていたが、これも1号の原理に近い。
飛雄馬は速球を左門に打たれ、鎌倉の寺で座禅を組んでいたとき、禅僧の話から「打たれてもいいと思えば打たれなくなる」というヒントを得る。
これで飛雄馬の脳裏に大リーグボール1号の基本形が出来上がった。
開発特訓
星飛雄馬は1号開発のために、拳闘、剣道を習い、射撃を見学した。「巨人の星#特訓」も参照。
グラウンドで飛雄馬は目隠しをした伴を相手にボール球を投げ続け、大リーグボール1号を完成させる。王貞治を実験台にしてそれを巨人軍関係者に披露した。
左門が受けた大リーグボール1号は左門の顔に向かっており、左門が尻餅をついた後、球がバットに当たった。そのまま立っていたら顔面を直撃していた。飛雄馬はボールが迫って驚いた打者のとっさの動きまで予測する。『巨人の星』文庫版巻末の評論にあるように、「相手の動きを予測し、攻撃する」というのは太極拳や柔道などの発想であることから、格闘家であった梶原一騎は格闘技の発想を野球漫画に取り入れたとみられる。
改良形の登場
昭和43年（1968年）9月18日、巨人・阪神戦にて鉄球を鉄バットで打つ特訓をしていた花形はホームラン予告を行う。その予告どおりに大リーグボール1号を打たれ、巨人は一敗を喫した。だが、これを打倒した花形自身も全身の筋肉が故障するという重傷を負った。
花形に打たれたあと、飛雄馬はグリップ・エンドに当てるように大リーグボールを改良した。この改良型は作中で「大リーグボール1号の最も進化した姿」などと呼称された。釣船の上で釣竿につるした50円玉を狙って投球する特訓によって、更にコントロールを磨いたものであり、花形同様の特訓をつんで日本シリーズに挑んだダリル・スペンサーを、グリップヘッドにボールを命中させることで討ち取った。しかし、結果として飛雄馬の精神疲労の弱点はより過酷になり、後のオズマと初対決した日米野球では完投直後に倒れ、入院を必要としたほどだった。
日高美奈の一件で一度自滅し投げられなくなるも、不死鳥のごとく復活を果たす。しかし、最終的には一徹が考案した「一度バットをホームベース上に水平に構え、ボールをど真ん中に誘導した上で叩く」という方法でオズマに破られた。

### 大リーグボール2号
バッターボックス手前で投げたボールが姿を消すという「消える魔球」。一徹の魔送球を応用したものである。魔送球は飛雄馬の入団テストを最後に封印するはずだったが改良して復活させた。魔送球の最も進化した形とされ、ボールは消える瞬間に地面スレスレまで移動し再び見える頃に浮き上がってキャッチャーミットに届くという軌道を描くため、ストレートの軌道を描いているバットには当たらないという梶原独自の理論で説明されている。反則投球ではないのかという指摘は、作中では慎重に退けられている。
「消える魔球」の原理は、右足で蹴られたマウンドの土が頭上まで跳ね上がり、ボールを離した直後にその土が縫い目に巻き込まれ、球が本塁近くで地面すれすれに下降および上昇して下の土を巻き上げ、同時に縫い目の土が球を包み、マウンドの土と本塁附近の土の保護色で消えるというもの。一徹は「星投手の右足が高く上がると青い虫が飛び、青い葉に止まる」と表現した。弱点は土煙を利用するために風や水に弱く、強風や雨天での試合では使えないことである。
さまざまな攻略法が試みられた魔球であり、「あらかじめホームベース上に何度も倒れこみグラウンドをならしておく」「三塁ランナーが強引な本盗をしかけ、両手で土煙をふせぐ」「ユニフォームの中に水をふくませておいてスイングとともにバッターボックス周辺に撒き散らす」「ホームベースの先にヘルメットを落とす」などといった方法がとられた。
ヒント　
『いきなり最終回』（宝島社）で川崎のぼるが語ったことによると、梶原一騎が川崎の描く「飛雄馬の投球フォーム」を見て思いついたらしい。
劇中では飛雄馬の住むマンションの屋上で、片足を跳ね上げながら鞠をつく少女・美奈の姿を目撃した飛雄馬が、自分で鞠つきをしながら思いついた。このいきさつは明子の口から一徹とオズマに知られたが、花形も「少女は片足を跳ね上げながら鞠をついていた」ということまで知っていた。
開発特訓
飛雄馬は一貫して投球練習をしていた。原作では一ヶ月で完成したが、半分の2週間ほどでボールは消えていた。2号の練習の際、捕手兼打者を努めた伴は両目を痛め包帯で目隠しとなり、これを秘密にするよう医者に頼んだが、彼の目の負傷はオズマや花形に知られ、左門の弟･妹たちにも目撃されている。両眼に包帯をした伴宙太が練習や生活をしていれば周りに目の負傷がばれるのは当然として、オズマと花形は医者が不思議がったことまで知っていた。これにより一徹と花形は消える魔球と初対面の段階で秘密の80％まで見抜くことになる。
花形の魔球打倒策と特訓　
花形は「消える魔球の正体は魔送球だ」と気づいた直後、左門からの電話でそれが100％の正体ではないことを知ると、自信をなくし、打倒策を封印して交代。魔球打倒は年が変わった次のシーズンに延びた。
左門が採用した打倒策はスイングの「風」だった。左門は九十九里浜でたくさんの蝋燭の火や波を相手に素振りを強化し、土煙をなぎはらう特訓をした。次の問題は本塁近くの土煙を押さえたあと、マウンドの土をかぶってふくれたように見える球をどう打つかであった。
花形は冬の六甲山で雪球に仕込んだボールを打つ練習をし、伴はサッカーボールを打つ特訓をした。
なお、野村克也は花形の帽子落とし作戦を真似て打ち、ジョージ・アルトマンは水を撒いて打った。
元チームメイト･伴との対決
伴には見えないスイングは無理な代わりに体重があり、また柔道の経験があるため受身はお手の物である。星との対決で伴はこれを利用した地固めを行い、大リーグボール2号への対策とした。
この対決は星と伴のライバルとしての初対決として注目されてしまったが、試合の流れからいえば、併殺で討ち取ってチェンジにするのが星登板の目的であった。巨人ベンチは大リーグボール1号での併殺を考え、それは中日側に見抜かれて封じられたものの、星は川上監督提案の「外角に外した2号」で代打・伴を投飛併殺に討ち取り、救援の役目を果たした。
最終的な打倒策
花形は走者協力、ヘルメット落としといった本塁近くの土煙（80％の秘密による）を封じる策を経て、最終的にそれまで見せなかった一本足打法のかまえで星を動揺させて投球モーションを中途半端なものにし、ボールを包むマウンドの土（20％の秘密による）のほうを封じて打った。花形は消える魔球との初対面では80％だけの上下変化の魔送球だけを見て、ボールが見えることに驚いたが、最後には同じ「上下変化の魔送球」を打ったことになる。花形は左門が言った「100－80＝20」でなく、「100－20＝80」のほうを採用したことになる。
つまり、「消える魔球を打つ」というのは「消えずに見えるようになった魔送球を打つ」ことであった。
短命だった「消える魔球」　
星飛雄馬の1箇月の充電期間の半ばでボールは消えていたが、残り2週間ほど、飛雄馬は調整を続けていた。
この魔球は「巨人の星」の魔球の代表のように扱われているが、公式戦で初披露されたのが1969年のシーズンも終盤にさしかかった秋の対中日戦、オズマとの対戦で、左門が消える魔球と初対戦したのは、そのシーズンの大洋×巨人の最終戦。花形も阪神×巨人戦の1969年最終戦で初対決となった。
結局、消える魔球は1969年後期の登場直後に巨人のV5に貢献しただけで、その後のライバルとの駆け引きはオズマ帰国、伴トレードを挟んだオフシーズン中にすんでしまった。
左門の再挑戦は1970年キャンプ前の非公式の対戦（「きのうの英雄きょうの敗者」）。1970年のシーズン開幕当時はすでに消える魔球は打たれる寸前の過去のもの、のちの飛雄馬の言にしたがえば「タネが割れた手品」となっていた。中日の伴、阪神の花形が消える魔球を打ったのも、それぞれ開幕して最初の対巨人戦であった。

### 大リーグボール3号
バットをよける遅球。下手投げのスローボールで、球を放す刹那、親指と人差し指で球を押し出し、本塁近くで球の推進力が零に近くなり、バットの風圧で浮き沈みする。原作で最初にこれを「バットをよける球」と言ったのは張本勲で、彼は「3号は1号と逆」と表現（「ある座談会」）。飛雄馬自身の分析によれば、誰が投げてもそうなるのではなく、自身の球質の軽さも手伝っているのではないか、という。
弱点として、ボールを浮沈させるほどの強振をしない、ローパワーヒッターには弱い、という点がある。そのために、ほかをノーヒットにおさえながら投手に安打を許すようなケースが多く、他球団には謎とされた。完成までに特訓を積み重ねたものの、ライバル達に次々と攻略された1号・2号と比較して、短期間で完成した3号は左腕の崩壊という犠牲を払いながら最後まで攻略される事はなかった。
ヒント
小指を負傷した京子の投げた林檎を左門が捕り損ねた場面を飛雄馬が目撃したことによる。左門はこの醜態を自分が慌てたせいと思い、相当後悔していた。のちに飛雄馬からの速達で、この原理を知ることになる。
開発特訓
原作では移動中の新幹線で上記の様子を見た飛雄馬が直後のオールスターで「ぶっつけ本番」で3号を投げた。
アニメでは試合前の移動の新幹線で勝手に京都で下車して無断で失踪し（飛雄馬の失踪癖は日常茶飯事）、西芳寺の竹藪で練習を行い、試合の後半に球場に駆けつけた。
野村克也、ジョージ・アルトマン、張本勲が連続三振。制球力が定まらず、3人相手に投げた飛雄馬は疲れてベンチで倒れた。
その後、大洋戦までグランドで調整し、制球力と体力をつけた。
花形と大リーグボール3号の初対面
花形は明子と一緒にスタンドから飛雄馬の「謎の下手投げ」を見ており、「大リーグボール3号らしい」という感想を明子に語っていた。打席では「星君、初めてお目にかかる大リーグボール3号、いや、それらしき物をじっくり拝ませてもらう」と言っている。
花形はノックアウト打法で3号を打ちサード長嶋のグラブを飛ばすが、飛雄馬の美技に敗れる（長嶋のグラブも手に戻っている）。ここで花形は飛雄馬の「破滅」を直感し、ショックで戦意喪失。次の2打席ではバットを振れず三振。花形はまた惜しいところで魔球打倒の機会を失った。
花形が飛雄馬の「破滅」に気づいた理由
花形が飛雄馬の「破滅」に気づいた理由は原作とアニメで少し異なる。
原作では飛雄馬が無表情、無感動になって性格が変わったように見えながら、長嶋の落球をカバーしたときは高校野球顔負けの敢闘プレーだったので、この矛盾から花形は「星は野球への情熱は失ってはいないが、投手生命が残り少ない事を悟って冷たくなっているのでは」と分析した。
アニメでは花形は花形モータースの科学班に依頼して3号を再現できるピッチングマシーンを作ってもらい、このシミュレーション（模擬実験）の時点で「3号はノックアウト打法で打てる」という事が判明する。しかし、機械に予想以上の負担がかかり、マシーンは爆発。ボールを持った機械の腕は部品の境目でなく途中でちぎれ、もし飛雄馬が本当にこの機械と同じ原理で投げているなら彼も破滅すると推察。花形は試合で3号の「本物」と対戦し、星の球がノックアウト打法で打てる事を確認し、「星は血ぞめだ」と確信した。これにより、アニメでの「飛雄馬の果敢な守備」はただ花形をアウトにしただけという位置づけになった。
アニメでは花形、左門、オズマが3号を相手に飛雄馬との最後の決戦を行っている（花形・オズマは試合ではない）。花形はこの魔球を攻略寸前まで読み切り、大リーグボール1号打法を試みたが、飛雄馬がとっさに上手投げに切り替えたことで打破はならず、左門は花形より先に大リーグボール1号打法を思いつき欠点を克服するためにスパイクを普通のシューズにし打撃後体をスピンさせ負荷を回避する改良するも踏ん張りが利かないためにヒットにはならなかった。またオズマは、3号が「見えないスイング」に対して効果抜群であり2球打てず、3球目を1号の時に培った2段スイングで叩こうとするが、その瞬間ベトナム戦争で負った背中の傷が痛みだしてスイングを途中で中止、しかしかろうじてボールはバットに当てている。
アニメでは、一徹が飛雄馬の投球フォームを真似て、伴に大リーグボール3号を投げるが、1球投げた直後腕に激痛が走り、そのままうずくまってしまい、その原因を知るために病院に行き、その激痛の理由を知る。1号が自分の教えたコントロールを最も活用したもので、2号も自分の魔送球の応用であるのに対し、3号は飛雄馬が編み出した新しい魔球である事を認める。
左腕編、最後の打球の方向
原作『巨人の星』最終回、伴が大リーグボール3号を打った打球はライトのポール（柱）の方向に飛び、外野手2名が追って球はフェンスに激突。ライトから一塁王への送球はなぜか二塁経由の遠回りだった。アニメでは打球はレフトに飛んでおり、セカンドが中継に入る形となっている。
「左腕の破壊」の具体的症状
3号による「左腕の破壊」とは、劇中の医者の話では「左腕の肘と手首の間の屈筋と伸筋肉が切れ、左手の指を永遠に動かせなくなる」というもので、それが真実なら左腕破壊後の飛雄馬はバットを握ることもボールを捕ることも難しくなり、打者や右腕投手としての復帰の道も断たれ、日常生活すら困難になったはずである。しかし『新・巨人の星』では飛雄馬は単に左腕では「遠投ができない」だけになっており、指の動きは問題ないようで日常生活に支障はなく（左手でスポーツバッグを持つ場面も存在した）、肩を壊したのと同じような設定になっている。また、飛雄馬は一度、飲食店で客同士の喧嘩に遭遇したとき、片方の男がナイフを持った右手に左腕で皿を投げつけて叩き落している。手首のスナップや肘には問題は無いようで、やはり肩を壊したという設定になっている。
アニメ版『新・巨人の星』の第3話では、草野球のグラウンドで一徹が過去を回想したところで「飛雄馬は完全試合達成の瞬間に左肩を、左腕を破壊し尽くされ……」と語っており、花形の車に乗り込んだ飛雄馬も「完全試合で俺が肩を抜いたときに……」と語っている。
堀井憲一郎著『「巨人の星」に必要なことはすべて人生から学んだ。あ。逆だ』でも、この「左腕の破壊」に言及している。
一徹の2号と3号に対する態度の違い
オズマが魔球2号について「ワンバウンドで土けむりを立ててボールを隠す」と推理したのに対し、一徹は「わしの子をなめるな」、「あいつが大リーグボールと名づけるものがそんなちゃちなものか」と激怒していたが、3号について一徹は「飛雄馬の投球フォームと球速の急変に打者が戸惑った結果」という過小評価。結果、一徹は伴に「大根切り」を命じ、失敗している。
上記の花形のノックアウト打法も、3号を打ったときは「大根切り」だったが、伴の「大根切り」は当たらず、花形がやった場合に当たったのは新・巨人の星で自身が語ったことに察するとノックアウト打法自体に馬力がなく、狙って出来るのはアマチュアレベルかスローボール位であり、更にスローボールの3号では、効果的だったと言える。
アニメでは一徹は3号を「1号の応用ではないか」（打者の動きを推測し、バットをかわすように変化させている）と考え、再来日したオズマも同じような推理をした。
一徹・伴コンビと大リーグボール
1970年初頭、星一徹は伴宙太をトレードする理由として、「中日優勝のためには星投手の消える魔球の2号も3号も4号もたたく」と言っていた。
しかし、伴は2号と3号を打つには打っても打倒はできずアウトになり、移籍後の伴は飛雄馬に対して3打席無安打1三振。これは伴のせいではなく一徹が飛雄馬に負けたからである。
この年、中日は優勝を達成できず、一徹と伴は飛雄馬の消えた野球界に用がなくなり、シーズン終了と同時に中日を退団している。
また、「大リーグボール4号」に当たる「右1号」では、一徹と伴は打倒どころか開発に協力している。アニメでは、一徹のみだが花形に打倒策を授け協力している。
一徹と伴は長嶋茂雄と同様、巨人OBであるが、長嶋は番記者から「なんで元中日の伴なんかにつきあって草野球の選手（飛雄馬とは記者が気づかなかった）を見にいったのか」と聞かれ、伴が一徹と巨人Vを祝おうとしたときも一徹は「君は中日OBだろう」と述べている。
伴宙太は3号を打ったとき、走る力も失われ、アニメでは完全に1塁アウトになった。原作では伴の抗議で塁審が「セーフ」と言いなおし、今度は王貞治が抗議。一徹が負けを認め、提訴試合に発展したものの、『新・巨人の星』では「完全試合達成」という設定になっている。このように3号は誰にも打倒されることなく、飛雄馬の左腕の破壊で終わり、それによって飛雄馬の左投手としての選手生命は終わりを告げた。

### 大リーグボール右1号
『新・巨人の星』で左の代打専門として巨人に復帰し、後に右投手に転向した飛雄馬が開発した「蜃気楼の魔球」。これは後ろの野手やアナウンサーなどには普通の半速球に見えるが、打者と捕手、球審から見ると目の錯覚で球が3つに見えるもの。一徹が伴に説明した言い方では「消える魔球とは逆の変化」とのことだが、原理は不明。
本物のボールには影がある、という点を見抜かれて（最初にそれに気付いたのは一徹）、花形や左門に攻略される。キャッチャーもやはり影を見て捕球するので、晴れた日のデーゲームでしか使えないという弱点がある。また、投球ごとに大変な疲労を伴うらしく、3球続けて投げると続投が難しくなるほどだった。
ヒント
飛雄馬は1976年に右腕投手として巨人に復帰し、速球と既存の各種変化球で活躍し、巨人のリーグ優勝に貢献するが、打者の目が飛雄馬の速球に慣れ、2年続けて日本一は阪急に奪われる。
飛雄馬はまず、右投げで大リーグボール左1号を試すが、「右の制球力では使えない」と判断。
飛雄馬が花形、伴と3人でゴルフをしていたとき、他のゴルファーからのボールが伴に命中。花形が「予期せぬ第2のボールが来ることがある」と言ったのを聞いた飛雄馬が魔球のヒントを思いついた。
開発特訓
まず、1977年の師走、久々に一徹を捕手にして投球練習。「寒いときに力んで投げると肩に悪い」という一徹の助言もあって球速は問題外で、半速球で練習。年越し寸前の大晦日の夜に左の大リーグボールの練習のように伴が打者兼捕手として参加。一徹は伴に「消える魔球の逆じゃよ」と説明。年明けの1978年初めに3人がハワイで特訓。ここでは豪速球で練習し、現地の人が飛雄馬を江川卓と勘違いした。このとき、古巣の巨人に戻っていたウォーリー与那嶺がハワイで飛雄馬たちと会い、長嶋に報告している。
ライバルの魔球打倒策
この魔球は体力を消耗し、多投はできない（具体的には1球で普通の球10球分。しかし練習の段階では飛雄馬は何球も投げているがとくに疲れている様子はない）ので、ロメオ・南条は「こんな手品の相手にはならん」と最初から興味を示さず、飛雄馬の速球を狙っていた。
捕手の山倉は最初、どのボールが本物かわからず、練習で落球を繰り返したが、地面に映る影は本物のボールのものだけなので、一徹の助言でそれに気づいた捕手が捕球できるようになる。
一方、花形と左門もこの原理に気づき、花形は1つだけ黒く塗った3つの球を同時に投げてもらう打撃練習を経て蜃気楼の魔球から本塁打を放ち、左門も影のある球を打ってアウトになるもヒット性の当たりとなる。
また、続編の「巨人のサムライ炎」では、主人公の水木炎が花形と同じ練習（新では花形の練習は非公開となっていたが、この作品では一般人の水木や彼の相棒の馬耳にまで知られている）で真ん中の黒のボールを打つことを無難にこなしており、近くで見ていたスカウトが次の対決では（最初の対決では蜃気楼の魔球を打てず水木の完敗）打てるかもと言っていた。
アニメ版
『新・巨人の星II』で開発した原作とは原理と性質が根本的に異なる魔球で、名称は「蜃気楼ボール」。左門を筆頭とした大洋が分析した結果によると、ボールの握りは直球とまったく同じであり、原理はソニックブームで音速を越えた衝撃波のエネルギーが伝播する現象を利用し、これを横手投げで投げられた160キロを越えたボールは空気の抵抗を受けて残像現象が生じていくつもの分身をランダムに作り出して蜃気楼のような変化を起こし、捕球直前で空気の壁を突き破って元の直球に戻る。また、直球に戻った時に打っても振り遅れになり、安打を打つことは不可能である。アニメオリジナルキャラクターの丸目太は、最初この魔球に恐怖感を覚えていたが、猛特訓の末、完全に捕球できるようになった。原作のような目立った弱点は無く、飛雄馬は勝利を重ねていった。しかし、左門との対決の最中偶然突風が吹き、分身が消滅してただの直球に戻ってしまい、この魔球の弱点は「風に弱い」ことが判明してしまう。
妻・明子の妊娠を知った花形は自らの野球生活にピリオドを打ちたいと思い、その最終過程としてこの蜃気楼ボールを打ち破ることにした。一徹を訪ね、大リーグボール養成ギプスを使用した特訓の末、残像を消しつつホームランを放つ「ツバメ返し打法」を習得、あと1球で完全試合だった飛雄馬を打ち破った。しかし、わが身を殺すような特訓の反動によりついにホームイン寸前で倒れ、選手生命も終わりを告げた。

## 大リーグボール養成ギプス
左投手用
一徹が作成したバネを使用した上半身強化用の器具。装着するとバネが常に腕を逆方向に引っ張り、強い筋肉を鍛えることができる。また腕に頼らず全身を使って投球することを学ばせる狙いもある。飛雄馬は一徹の命令でピッチング練習中はおろか、日常生活の中でもギプスを装着しており、その甲斐あって代名詞ともなる豪速球を身につけた。
反対側の腕も引き手は重要とし同時に鍛え、右投手として再起した際も左並の速球を投げることができた。
打倒ギプス
中日のコーチに就任した一徹が、打倒飛雄馬・大リーグボール一号のためオズマに与えた強化ギプス。養成ギプスよりバネの数が大幅に増えており、強靭な肉体を持つオズマですら、当初はバットを振るのに難儀していた。克服後、バットを3本持っての素振りの軌道が見えないほど速い「見えないスイング」を身につけた。アニメではオズマの死後に母親より「一徹に返すように」と飛雄馬の元に送られている。
『新・巨人の星II』では花形が自らの野球人生を懸け、一徹とコンビを組み打倒蜃気楼の魔球の特訓に使用した。バネの数は減っており、養成ギプスと同じ本数である。「ツバメ返し打法」を完成したが、魔球を打った反動で全身の筋肉がボロボロとなり、再起不能となってしまった。
右投手用
『新・巨人の星』に登場。飛雄馬は右投手として再起するも物凄いノーコンであったため、これを克服するために一徹が作成した。主に下半身、特に足腰を鍛えることに主眼が置かれており、シーズンオフ中の短い期間でノーコンを克服した。
河崎実と重いコンダラ友の会著『「巨人の星」の謎』と柳田理科雄著『空想科学漫画読本』では、バネが身体の一部を挟む危険性を指摘している。原作を元に検証した柳田理科雄は、バネは肩と手首を繋ぐように関節を1つ跨ぐ形で着けるべきで、しかも常時着用でなく時々、定期的に短時間ずつ使うのが効果的としている。したがって漫画の通りのギプスを常時着用しなかった花形は賢明だったとのこと。

## 飛雄馬と魔球
投手生命を縮めた魔球 　
劇中で飛雄馬は「プロ野球選手としての資質に惠まれていなかった自分がいっときでも巨人の星になるには破滅の魔球にかけるしかなかった」と述べており、長続きでなく短期の栄光を選んだようである。それでも最初の引退後は、数年たってまた巨人復帰を望み、二度目の3年のうち初めの2年は魔球なしで活躍できるようになっている。
過去の魔球を封印する飛雄馬の癖
飛雄馬は新魔球を開発すると、それまでの魔球を封印してしまうので、決め球はいつも1種類。大リーグボール1号と2号のときには速球も混ぜて討ち取っていたが、大リーグボール3号開発以後は速球をも封印、下手投げの遅球だけを左腕が壊れるまで投げ続けた。魔球をライバルに打たれる原因も球種が完全に読まれていたからで、飛雄馬が打者の狙っている魔球と別の魔球を投げれば討ち取れたケースも多い。
実際、飛雄馬が2号を開発したあと、1号を投げたのは、花形や一徹に正体を見抜かれ、2号が通用しないことが明らかになったあとであった。作戦も読まれていたか、飛雄馬の精神的な不調のせいで失敗に終わった。
飛雄馬は右腕として復活した後に、一度だけ左腕時代の大リーグボール1号を試したことがあり、それでも右腕の球質ではほぼ不可能である（アニメ版では可能）。飛雄馬が普通の変化球投手並みに複数の魔球を混ぜて投げたのは、アニメ『新・巨人の星II』の最後になってからである。
1号の所で述べたように、投手が打者の動きを予測できれば、普通は球をバットから外してストライクを取るか、当たりそこねにして討ち取るほうが容易である。川上監督が「球をバットから外す」という策を徹夜で考え、飛雄馬に登板を命じても、飛雄馬はそれに背いて二軍落ちとなり、大リーグボール2号の開発に心血を注ぐ。
オズマの「驚異の選球眼」を考えると、普通に外した球でオズマを空振りさせるのは難しいが、打者が動かしたバットを追いかける場合の魔球の複雑な変化を考えると、（あくまで打者はボールを狙ってバットを振っている為それが可能かは疑問が残るが）飛雄馬が本気でやれば不可能ではなかった。
なお、川上監督の「球を外す」という策はアニメ版において当初一徹は大リーグボール3号の正体は大リーグボール1号の応用で球を外していると推測していた。
「魔球は邪道か否か」の苦悩
星飛雄馬は「今の変化球も最初は魔球に見えたはず」と言い、星一徹は「カーブの発明者は当時、『正々堂々と直球で勝負して打たれればそれでいいではないか』と批判された」と明子に述べていた（真偽は疑わしい）。
飛雄馬は消える魔球を打たれたとき、「魔球は邪道」という考えに傾き、「野球は大きな選手同士が力をぶつけ合うもの」、「俺は野球を手品に堕落させ、自分は種が割れても舞台にしがみつくピエロに成り下がった」と言って、自分の野球人生は限界だと決め付けた。以前、雪山で伴から「柔よく剛を制す」の精神を教わったのを忘れたようである。
その飛雄馬も大リーグボール3号を開発すると、客席から「マウンドの魔術師!」という声援をもらうようになり、自分の魔球を個性として肯定するつもりになった。同時に飛雄馬に取材依頼をしたマスコミ関係者の台詞によれば、劇中の世界でも『毎朝新聞』で「野球に魔術を持ち込むことの是非論」が持ち上がったようで、劇中ではマスコミ関係者が「奇術師・引田天功による星飛雄馬へのインタビュー」の企画を要請している（これは作中でも実現しなかった）。のちに開発した「蜃気楼の魔球」はロメオ・南条が「こんな手品の相手にはならん」と述べたように、完全に「野球界のマジック」であった。

## 魔球投手・飛雄馬のその後
飛雄馬は左腕時代に大リーグボールで腕を破壊したので、1976年に飛雄馬が右腕投手として復帰したとき、長嶋は危険な大リーグボールを不要とし、飛雄馬を最後まで速球投手として使おうと考えていた。しかし、日本シリーズで阪急に打たれため、3年目で飛雄馬がついに魔球を開発。
その後、魔球がライバル達に打たれ、ヤクルトが優勝した後、『巨人のサムライ炎』での飛雄馬はこの時の彼としては珍しく「俺はもう終わりなのか」と号泣。
巨人が江川卓の入団を迎えた翌1979年のシーズン中、飛雄馬は水木炎と勝負し、水木を蜃気楼の魔球で討ち取る。その後、長嶋から「来季は現役として契約できまいが、一軍のコーチとして球団に残ってくれ」という内々の要請を受ける。
飛雄馬はその場で一軍ではなく二軍コーチ就任を希望。飛雄馬は水木の入団テストを行い、合格した水木は体力強化の為に飛雄馬から大リーグボール養成ギプスを譲り受けた。これが飛雄馬の最後の出番となり、それ以降は登場していない。
一方、アニメ版『新巨人の星II』ではラストがまったく異なり、「史実」ではヤクルトに優勝を奪われた長嶋巨人が、物語内では優勝。飛雄馬は日本シリーズで大リーグボール左版1号、2号、3号、右1号を取り混ぜ完全試合を達成し、シリーズMVPを獲得する。その後、巨人を退団し、野球留学のため仲間に見送られてアメリカへと船で旅立つところで物語は完結する。

## 現実でのプレー
1号及びその改良形に関しては飛雄馬が1号の着想を得た際と同様のプレーが現実でも偶然起きており、それが「大リーグボール」と言及される。
2013年2月14日、埼玉西武ライオンズ対ロッテ・ジャイアンツ（練習試合） - 3回裏2死、西武の菊池雄星が投げた初球のカーブがすっぽ抜けて思わずかがんだ打者のバットに当たりピッチャーゴロ。
2013年8月23日、第95回全国高等学校野球選手権大会準決勝 前橋育英対横浜高校 - 8回裏、髙橋光成が投げたボールはしゃがんだ打者のバットに当たって内野を転がりキャッチャーゴロ。
2014年7月23日、阪神タイガース対読売ジャイアンツ - 延長12回表一死一塁、この回に阪神の6番手で登板した金田和之は1人目の対戦相手である巨人の井端弘和へ投げた初球が顔付近へいき、バントをしようとしていたバットに当たって正面にボールが転がったことで、投手への併殺に打ち取り、12回裏に阪神がサヨナラ勝ちしたため金田は1球勝利。
2018年3月17日、オークランド・アスレチックス対サンフランシスコ・ジャイアンツ - 6回表無死一塁、ジャイアンツのフリアン・フェルナンデスが投げた変化球がすっぽ抜けて打者のアンソニー・ガルシアは胸を押し出すように避けたがバットに当たり三塁線を転がって、走り出したのは三塁手がボールを捕ろうかというタイミングだったため余裕のアウト。なお、バントによる進塁打のような形となっている。
2021年11月7日、阪神タイガース対読売ジャイアンツ クライマックスシリーズ1stステージ第2戦 - 5回表2死二塁、巨人の戸郷翔征が阪神の梅野隆太郎に外角へ投げた6球目が胸元に抜けてバットのグリップエンドに当たり、キャッチャーゴロ。
2022年5月15日、横浜DeNAベイスターズ対阪神タイガース - 1回表無死、横浜の関根大気のバットのグリップエンドをかすめてファウルチップで三振。
2023年2月12日、阪神タイガース紅白戦 - 8回裏二死一塁、鈴木勇斗の髙濱祐仁へ投げた8球目のストレートが頭部付近へいったため、かがんだが、バットに当たり一塁方向へのファウル。
2023年6月11日、読売ジャイアンツ対福岡ソフトバンクホークス - 7回表、津森宥紀が投げた坂本勇人への3球目のインハイの速球が止めようとしたバットのグリップエンドに当たって前に飛んでファーストゴロ。
2023年9月6日、2023 WBSC U-18ワールドカップ1次リーグ最終戦 オランダ対日本 - 7回裏2死、オランダのJ.ファンデンウーウェレンが投げたスライダーがすっぽ抜けて日本の森田大翔は頭上を通るように避けたがバットに当たり内野の一塁線を転がってファーストゴロで試合終了、日本は同大会初黒星。
2023年9月30日、千葉ロッテマリーンズ対埼玉西武ライオンズ - 9回表一死満塁、ソフトバンクの坂本光士郎が投げた西武の鈴木将平への3球目は内角へのストレートのボール球だったが、これにのけぞってバットに当たりファウル。